# 박수광
박수광(1946년 9월 23일 ~ )은 대한민국의 정치인이다. 제34·35대 음성군수를 역임했다.

## 학력
- 수봉초등학교 (졸업)
- 휘문중학교 (졸업)
- 휘문고등학교 (졸업)
- 명지대학교 (행정학과 / 중퇴)

## 역대 선거 결과
|  | 25.12% |

|  | 28.15% |

|  | 29.36% |

|  | 44.1% |

|  | 44.25% |